# هادام (کانزاس)
هادام (به انگلیسی: Haddam) شهری در ایالت کانزاس کشور ایالات متحده آمریکا است که جمعیت آن در سرشماری سال ۲۰۱۰ میلادی، ۱۰۴ نفر بوده‌است.